# Municipio de Surrey (Míchigan)
El municipio de Surrey (en inglés: Surrey Township) es un municipio ubicado en el condado de Clare en el estado estadounidense de Míchigan. En el año 2010 tenía una población de 3606 habitantes y una densidad poblacional de 38,88 personas por km².

## Geografía
El municipio de Surrey se encuentra ubicado en las coordenadas 43°51′25″N 84°54′38″O / 43.85694, -84.91056. Según la Oficina del Censo de los Estados Unidos, el municipio tiene una superficie total de 92.75 km², de la cual 90.91 km² corresponden a tierra firme y (1.99%) 1.84 km² es agua.

## Demografía
Según el censo de 2010, había 3606 personas residiendo en el municipio de Surrey. La densidad de población era de 38,88 hab./km². De los 3606 habitantes, el municipio de Surrey estaba compuesto por el 97.42% blancos, el 0.25% eran afroamericanos, el 0.78% eran amerindios, el 0.25% eran asiáticos, el 0.11% eran isleños del Pacífico, el 0.25% eran de otras razas y el 0.94% pertenecían a dos o más razas. Del total de la población el 1.39% eran hispanos o latinos de cualquier raza.